# Benkő Rózsi
Benkő Rózsi (1878 – 1919?) orfeumi énekesnő. A számára komponált dalokat hangos sikerrel adta elő a budapesti Herzmann Orfeumban. Hírnevét egy nemzetközi ügy alapozta meg, amely szerint zsarolta Sándor szerb királyt. Ez a vád nem nyert bizonyítást, a bíróság felmentette. Névvariánsai: Benkő Róza, Rosa Boget, Rosa Alexi.

### Családja
Apja a hírlapokban megjelent riportok szerint Benkó János "tehenes" volt. Szerény jövedelméből nem tudta családját eltartani, ezért felesége (Rózsi anyja) elhagyta és Bécsbe költözött. Rózsi anyja Benzta Julianna volt, Bentza János házaló leánya; Julianna anyja (Zsilvay) magyar volt. 
Rózsi az 1898-as bírósági tárgyalásán személyazonosságát semmiféle okmánnyal nem tudta igazolni. Végül – alighanem anyja közbenjárására – sikerült Haubner Antal plébánostól keresztlevelet szereznie, amely Bécs XVIII. kerületében kelt 1898. január 9-ei dátummal. Ennek alapján feltételezhető, hogy a lány szlovák területről származott (Trencsén vagy Pozsony), de valójában Bécsben született. Egy sajtóközlemény így írja le a lány élettörténetének legelső pontját: "Ez a tizenhat éves tót virágáruslány Bécsben megismerkedett egy úrral, majd hozzá költözött".

## Élete
Szegény család gyermekeként ingyenesen nevelkedett egy bécsi kolostorban, onnan tizenöt éves korában (1891 körül) megszökött. Anyja segítése céljából gyümölcsöt árult a bécsi utcákon. Tizenhat évesen megismerkedett egy férfival, aki lakást bérelt számára. Ez a kapcsolat később egy másik úrral folytatódott, majd Rózsi virágáruslány lett a bécsi Ronacher-orfeumban. A virágárusok az orfeumi világban gyakran nyújtottak szexuális szolgáltatásokat a vendégeknek.
1896-ban Budapestre költözött, és a London Szállodában szállt meg (A XX. század elején lebontották, ez a mai Nyugati tér). Ekkor virágáruslányként a Somossy-orfeumban dolgozott (a mai Operettszínház), hasonló körülmények között. A hírlapi információk szerint vagy itt, vagy Karlsbadban ismerkedett meg egy szerb politikussal, akit megejtett a lány szépsége. Tudni vélik, hogy ez Milán szerb exkirály volt, aki felajánlotta, hogy utazzék Belgrádba, ahol akkor Obrenovics Sándor volt a király. Ekkor terjedtek el olyan híresztelések, hogy a király felségül akarja venni. Ez meghiúsult két okból. Egyrészt a lány nemcsak a királlyal lépett szexuális kapcsolatba, hanem mással is. Másrészt az Orbranovics-ház vetélytársa, a Karagyorgyevics-háznak érdekében állt ezt a kapcsolatot bűnös színben feltüntetni, ez az udvar érdekeit sértette. Ennek következménye lett, hogy a lányt némi készpénz kíséretében felrakták a budapesti vonatra.
Rózsi ekkor ismét az orfeumok világába került. Egy ideig pezsgőslány volt (konzumnő), majd Herzmann-orfeum karmestere, Josef Schindler betanított neki néhány zaftos kuplét (akkori nevén chansonett), melyet a közönség hatalmas ovációval fogadott (Das Kätzchen és a Von Maskenball komm ich her). Herzmann bácsi (Herzmann Károly) ugyan szeretett volna magyar nyelvű előadásokat is tartani, de az akkori orfeumi közönség a német nyelvet és a bécsi dialektust kedvelte. A Herzmann-orfeum az Operaház közelében, a Hajós utca 17 alatt működött, alig pár percre a Somossy-orfeumtól.
Az új díva nevével azonnal megjelentek a plakátok, amelyen Alexandrina Obrenovics, a Kelet királynéja néven szerepelt. Ez sértette a belgrádi udvar érdekeit, a szerb konzulnak a rendőrségen történt megjelenése után a plakátokat át kellett írni, ettől kezdve vagy a Kelet Királynéja, vagy saját neve alatt szerepelt.
Időközben sok adósságot halmozott fel, ezért barátai – közöttük Kovács F. Sándor – megkíséreltek további adományokat kérni a belgrádi udvartól. Ez aztán végképp nem volt elfogadható, Rózsit és Kovácsot letartóztatták nemzetközi zsarolás címén Barlovác György budapesti szerb főkonzul bejelentése alapján 1898. január 3-án. Az ügy hatalmas port vert fel, 1898 januárjában csaknem valamennyi újság bőven tárgyalta az ügyet. Az ügy legalaposabb ismertetését az ELTE egyik történész munkacsoportja tárta fel.
Csakhogy Rózsi semmiféle személyi okmánnyal nem rendelkezett. Hivatkozott ugyan rá, hogy Trencsén megyéből származik (Biskupic, 1899-től Trencsénpüspöki), de erre semmiféle bizonyítékot nem sikerült beszereznie. Védőjét anyja kérte fel német nyelvű levélben, és alighanem ő volt, akinek sikerült születési anyakönyvet szereznie leánya számára. Ezt Bécs XVIII. kerületének plébánosa Haubner Antal bocsátotta ki 1898. január 9-ei dátummal. Sajnos, az nem ismeretes, hogy abban milyen születési dátum szerepel; Rózsi akkor kb. húsz éves volt.
A bíróság ekkor két tényállást volt képes rögzíteni. Egyrészt Rózsi abban az időben egyszerre két férfi kitartottja volt (Deutsch Manó és Rott Sándor), és ez a prostitúcióval kapcsolatos törvénybe ütközött. Másrészt az artistákra vonatkozó törvény értelmében csakis magyar illetőségű személy vállalhatott munkát Magyarországon, márpedig Rózsi az anyakönyve szerint bécsi volt. A zsarolási ügyet bizonyíték hiányában ejtették, viszont a külhoni származására való tekintettel elrendelték Magyarországról való kitoloncolását. Egy polgári ruhás rendőr kísérte Brückig (akkor ott volt a határ), Rózsi 1898. január 18-án elhagyta Magyarországot. 
Röviddel Rózsi távozása után a Herzmann-orfeum csődbe ment. Partnere és barátja Kovács Sándor újságíró, bűnügyi tudósító ezt a történetet könyv formájában is kiadta: Kovács F. Sándor: Benkő Rózsi regénye. Budapest, Gutenberg Könyvnyomda, 1898.

## A történet vége
Bécsben fellépett még orfeumokban, de egyre kevéssé volt sikeres kitartott nőként. 1909-ben egy kisjövedelmű bankhivatalnokkal élt együtt, akivel gyakran pörlekedett. Egy ilyen vita után felvágta az ereit. A hírek szerint a mentők bekötözték a sebeit, és túlélte.
A magyar sajtóban ugyanebben az időpontban bukkant fel utoljára a híre: Csokonai utca 8 alatti lakásának ingóságait – köztük értékes tárgyakat – árverezték el. Ekkor már több mint tíz éve Bécsben élt. Halálesetéről nem található információ.  
Herzmann Károly elszegényedve halt meg 1929-ben. Halotti anyakönyvében ez áll: színpadi rendező.